# U 669 (Kriegsmarine)
De U 669 was een veelvoorkomende VIIC-type U-boot van de Duitse Kriegsmarine tijdens de Tweede Wereldoorlog. Hij stond onder bevel van Oberleutnant Kurt Köhl. Hij werd als vermist opgegeven in september 1943, maar later officieel als gezonken geregistreerd.

## GebeurtenisU 669
- 25 juli 1943 - Een man van de U 669 stierf op die dag door een niet nadere verklaring en zonder enige details. De U-boot was eigenlijk op dit moment in Saint-Nazaire, Frankrijk. (Bootsman Erich Bergner).

## Ondergang
De U 669 kwam op de lijst van vermiste onderzeeboten in de Golf van Biskaje op 8 september 1943. Er is geen verklaring voor het verlies van de U 669.
Er vielen 52 doden waaronder hun commandant Kurt Köhl.

## Voorafgaand geregistreerd feit
(Laatste herziening door Axel Niestlé gedurende november 1995). Gezonken op 7 september 1943, ten noordwesten van Kaap Ortegal, Spanje, in positie 43° 36′ 0″ NB, 10° 13′ 0″ WL door dieptebommen van een Canadees vliegtuig van RCAF Squadron 407. Die aanval was aanvankelijk bedoeld tegen de U 584, met geen noemenswaardige schade als gevolg.